# رسالة غرام (فلم)
رسالة غرام فيلم موسيقي درامي رومانسي مصري تم إنتاجه عام 1954، من إخراج هنري بركات وبطولة فريد الأطرش ومريم فخر الدين وعبد السلام النابلسي.

## فريق العمل

### تمثيل
- فريد الأطرش
- مريم فخر الدين
- عبد السلام النابلسي
- حسين رياض
- كمال الشناوي
- عمر الحريري
- زكي إبراهيم

### الفريق الفني
إخراج: هنري بركات

تأليف: عن قصة «مجدولين» لألفونس كار
هنري بركات (سيناريو)
يوسف عيسى (حوار)

إنتاج: أفلام فريد الأطرش

## أغاني الفيلم
من ألحان وغناء فريد الأطرش
- أنا كنت فاكرك ملاك

كلمات: مأمون الشناوي
- أنا وإنت أنا وإنت

كلمات: مأمون الشناوي
- بدور عليك

كلمات: مأمون الشناوي
- الحب كفاية علينا

كلمات: مأمون الشناوي
- الشاطئ

كلمات: صالح جودت
- يا قلبي يا مجروح

كلمات: مأمون الشناوي

## روابط خارجية
- مقالات تستعمل روابط فنية بلا صلة مع ويكي بيانات